# Использование палестинских детей в качестве подрывников-смертников
Использование детей в качестве подрывников-смертников многократно практиковалось палестинскими террористическими организациями для нападения на израильских гражданских лиц и сотрудников сил безопасности, преимущественно во время второй интифады (2000—2005). После 2008 года практика прекратилась.
Международное право запрещает использование детей в вооружённых конфликтах; эта практика осуждается международным сообществом. Тем не менее, после того, как палестинские террористы в 1990-х годах начали прибегать к самоподрыву, вскоре в эту практику были вовлечены и дети. Основными причинами применения этой тактики стали её сравнительная дешевизна и эффективность, а также психологический эффект. Дети привлекались к терактам-самоубийствам под влиянием исламистских проповедей, пропаганды в системе образования и медиа, а также материального поощрения их семей. Такое использование детей подверглось осуждению со стороны правозащитных организаций и учёных.

## Международное право
Использование детей в вооружённых конфликтах в XX веке было признано незаконным и осуждено международным сообществом. Неприятие этой практики было закреплено в Дополнительном протоколе I к Женевским конвенциям (1977) и Конвенции о правах ребёнка (1989). Римский статут (1998) объявил военным преступлением набор или вербовку детей в возрасте до 15 лет в состав вооружённых сил или их использование для активного участия в боевых действиях. В 2000 году Генеральной ассамблеей ООН был принят Факультативный протокол к Конвенции о правах ребёнка, направленный против участия детей до 18 лет в вооружённых конфликтах. Этой проблеме была посвящена и конференция в Аммане (2001), завершившаяся принятием соответствующей декларации.
Палестинская автономия (ПА) в 2000-е годы не была участником Конвенции о правах ребёнка, однако одобрила Амманскую декларацию 2001 года и поддержала применение Факультативного протокола к Конвенции на Специальной сессии ООН по положению детей в мае 2002 года.

## История
В ходе палестино-израильского конфликта, для нападения на израильских гражданских лиц и военных, палестинские вооружённые организации активно используют взрывные устройства. Начиная с 1993 года, в арсенал палестинского терроризма была включена тактика самоподрыва. Во время второй интифады (2000—2005) в качестве подрывников-смертников палестинские вооружённые организации ФАТХ, ХАМАС, ПИД и НФОП многократно использовали детей. Было совершено не менее 29 самоподрывов несовершеннолетних палестинских террористов-смертников. По данным Армии обороны Израиля, ещё более 40 таких попыток со стороны несовершеннолетних были предотвращены.
Одним из наиболее трагических примеров считается Хусам Абдо, 16-летний палестинский араб с задержкой умственного развития, арестованный 24 марта 2004 года с надетым под одеждой «поясом шахида» на КПП Хувара, недалеко от Наблуса (Шхема). Солдаты ЦАХАЛ, дежурившие на КПП, заподозрили его и потребовали держаться подальше от людей. Прибывшие сапёры сняли с него пояс со взрывчаткой с помощью сапёрного робота. Хусам объяснил, что боевики дали ему деньги для его семьи и обещали секс с девственницами в раю, если он выполнит задание по самоподрыву, а также пожаловался на издевательства одноклассников.
Для предотвращения терактов-самоубийств Израиль широко использовал разведку, аресты подозреваемых, а также точечные ликвидации террористов и их лидеров. Особую роль сыграли строительство разделительного барьера в зонах, наиболее уязвимых для проникновения террористов-смертников, и проведение военной операции «Защитная стена» (2002). Количество терактов-самоубийств, достигшее пика в 2002 году (53 случая), с 2004 года пошло на спад. Однако такие попытки продолжались ещё некоторое время. Так, в 2007 году был арестован 15-летний палестинский подросток с двумя бомбами на теле, попытавшийся совершить нападение на израильских солдат. В 2008 году был задержан 17-летний палестинский подросток с бомбой. Последний теракт-самоподрыв произошёл в 2008 году.
Поняв, что теракты-самоубийства теряют эффективность, палестинские вооружённые организации стали искать им альтернативы; так, ХАМАС сделал своим основным оружием неуправляемые ракеты «Кассам». Вместе с тем, привлечение детей к другим видам терроризма (включая ножевые теракты) продолжилось.

## Причины выбора тактики
Основными причинами использования терактов-самоубийств стали их сравнительная эффективность и дешевизна. Не имея высокотехнологичного оружия, террористы использовали «мыслящую бомбу», способную приспосабливаться к обстоятельствам. Как отмечал один из лидеров ХАМАС: «У нас нет танков или ракет, но у нас есть нечто лучшее — наши взрывающиеся мусульмане, люди-бомбы. Вместо ядерного арсенала мы гордимся нашим арсеналом верующих». Палестинские эксперты отмечали, что общая стоимость самого теракта составляла около 150 долларов, причём основной частью этой суммы часто становился проезд к месту взрыва. Радиус действия бомбы составлял 25—50 метров. Использование детей, реже воспринимаемых как угроза, осложняло работу израильских сил безопасности.
Вместе с тем, американский военный эксперт Питер Уоррен Сингер отмечал дополнительный, «отчётливо психологический» элемент в использовании детей-террористов. При том, что в целом использование террористов-смертников вызывает больший страх, чем обычный терроризм, оно порождает образ непреклонного врага, стремящегося к победе любой ценой, включая собственное уничтожение. Использование же детей в этой роли усиливает истерию, которую стремятся вызвать террористы. По выражению эксперта, «если даже дети представляют собой потенциальную угрозу, то она исходит ото всех».

## Мотивация детей-террористов
Основные факторы, побуждавшие детей соглашаться выполнять теракты-самоубийства, были связаны с их общей подверженностью влиянию взрослых, а также с жёсткой социальной средой. Шафик Масалха, клинический психолог, работавший в палестинских и израильских больницах, отмечал в 2004 году: «Я изучал мечты 300 палестинских детей в возрасте от 10 до 12 лет, и я бы сказал, что процентов 15 из них мечтают стать подрывниками-смертниками».

### Религия
Хотя ислам как религия выступает против самоубийства, он также восхваляет концепцию шахидизма (смерти за веру). В этом контексте исламистами часто используется концепция джихада как священной войны против неверных. Исламистские религиозные лидеры часто цитируют отрывки из Корана, в которых утверждается, что грехи шахида будут немедленно прощены, и он женится на семидесяти двух прекрасных девственницах в раю. Вера в то, что шахидам разрешается принять в рай 70 родственников, может представлять собой дополнительную мотивацию для поддержки терроризма со стороны семьи. Для детей, выросших в нищете и безнадёжности, такие видения будущего весьма заманчивы. Палестинский психиатр из Газы Самир Коута отмечал важность для террористов-смертников факторов разочарования в своём окружении и желания попасть на небеса.
Великий муфтий Иерусалима и Палестины Икрима Саид Сабри (назначенный Ясиром Арафатом) называл теракты-самоподрывы «легитимным» средством национальной борьбы палестинцев и заявлял: «Чем младше шахид, тем больше я его уважаю».

### Пропаганда
В палестинской системе образования распространено прославление террористов. На территориях, контролируемых ХАМАС, детские учреждения стали неотъемлемыми частями его аппарата террора, занимаясь радикализацией общества и вербовкой кадров, в том числе, побуждая детей стремиться умереть смертью шахида; согласно отчёту ФБР, ХАМАС финансировал школы, индоктринировавшие детей, чтобы они становились подрывниками-смертниками. ХАМАС стремится приравнять в сознании родителей воспитание к прививанию ненависти, а у детей снизить чувствительность к насилию и радикализовать их.
Публикации в палестинских медиа, контролируемых ФАТХ, обозначают террористов как примеры для подражания. ХАМАС также, считая СМИ «решающим оружием», печатает газеты и листовки, пользуется интернет-сайтами, телевидением и радио, продвигая свою идеологию. В 2006 году ХАМАС запустил собственный телеканал Al-Aqsa TV для вещания как на палестинскую, так и на мировую аудиторию. Его детские передачи распространяют идеологию группировки, включая призывы к убийству евреев; одной из них стало детское телешоу «Пионеры завтрашнего дня», восхвалявшее, в частности, теракты-самоубийства.

### Экономический фактор
Важным мотивирующим фактором для детей может быть финансовое вознаграждение их семьи. Палестинский «Фонд шахидов», получавший финансирование, в том числе, от иракского правительства Саддама Хуссейна и частных спонсоров из Саудовской Аравии, выплачивал семье террориста-смертника до 25 000 долларов. ХАМАС выплачивал семье террориста-смертника 5000 долларов, а также предоставлял товары первой необходимости (мука, сахар, одежда). Отмечалось, что дети, растущие на фоне конфликта, могут не видеть другого способа улучшить материальное положение своей семьи.

## Оценки
Вовлечение детей в террористическую деятельность было осуждено международными правозащитными организациями. В ноябре 2002 года Коалиция за прекращение использования детей-солдат рекомендовала ООН мониторить деятельность «Бригад Изз ад-Дин аль-Кассам» (ХАМАС), «Бригад мучеников Аль-Аксы» (ФАТХ) и «Палестинского исламского джихада» на предмет использования детей в качестве боевиков. Human Rights Watch призвала палестинские вооружённые организации отказаться от привлечения детей к терактам-самоубийствам, отметив: «Любое нападение на мирных жителей запрещено международным правом, но использование детей для совершения терактов-самоубийств является особенно вопиющим». Аналогичный призыв был высказан Amnesty International.
После совершения НФОП в ноябре 2004 года очередного теракта-самоубийства, она признала, что использование при этом 16-летнего подростка было ошибкой; по данным Human Rights Watch, остальные крупные палестинские группировки также осудили использование детей. Яхья Муса, член Палестинского Законодательного совета от ХАМАСа, заявил в 2006 году, что теракты-самоубийства в целом «произошли в исключительный период, и теперь <…> прекратились в связи с изменением убеждений». Вместе с тем, прославление террористов-смертников в палестинских медиа и системе школьного образования продолжилось.
Американский профессор истории Дэвид Паттерсон, специалист по Холокосту, отметил сходство между методами палестинских структур, отвечающих за воспитание детей, и гитлерюгенда, основанными в обоих случаях на крайних формах антисемитизма и политической индоктринации детей. По оценке учёного, эта практика берёт начало в деятельности ряда арабских идеологов, связанных с нацистами, таких, как Амин аль-Хусейни и Хасан аль-Банна, создававших детские организации и тренировочные лагеря ещё в 1930-е годы.

### Комментарии
1. ↑  Бригады мучеников Аль-Аксы, боевое крыло ФАТХ, признаны террористической организацией в Европейском союзе, Австралии, Великобритании, Израиле, Канаде, Новой Зеландии, США и Японии.
2. ↑  ХАМАС признан террористической организацией Европейским союзом, Организацией американских государств и властями Аргентины, Австралии, Великобритании, Израиля, Канады, Новой Зеландии, Парагвая, США и Японии. Его деятельность также запрещена в Иордании и Египте.
3. ↑  Палестинский исламский джихад признан террористической организацией в Европейском союзе, Австралии, Великобритании, Израиле, Канаде, Новой Зеландии, США и Японии.
4. ↑  Народный фронт освобождения Палестины признан террористической организацией в Европейском союзе, Израиле, Канаде, США и Японии.

### На русском
- Сакер Г. М. История Израиля. От зарождения сионизма до наших дней. — М.: Книжники, 2011. — Т. II. 1952—1978. — 622 с. — ISBN 978-5-9953-0146-2.
- Сакер Г. М. История Израиля. От зарождения сионизма до наших дней. — М.: Книжники, 2011. — Т. III. 1978—2005. — 658 с. — ISBN 978-5-9953-0147-9.

### На английском
- Abdelal, Wael. Hamas and the Media: Politics and Strategy (англ.). — Abingdon, Oxon: Routledge, 2016. — 236 p. — ISBN 978-1-138-63916-4.
- Berko, Anat. The Smarter Bomb: Women and Children as Suicide Bombers (англ.). — Lanham: Rowman & Littlefield, 2016. — 292 p. — ISBN 978-1-4422-7859-2.
- Child Soldiers: Global Report 2004 (англ.). — Coalition to Stop the Use of Child Soldiers[англ.], 2004. — Ноябрь.
- Gleis, Joshua L.; Berti, Benedetta[англ.]. Hezbollah and Hamas: A Comparative Study (англ.). — Baltimore: Johns Hopkins University Press, 2012. — 264 p. — ISBN 978-1421406152.
- Erased In A Moment: Suicide Bombing Attacks Against Israeli Civilians (англ.). — Human Rights Watch, 2002.
- Küntzel, Matthias. 'Wipe Out the Jews' : Anti-Semitic Hate Speech in the Name of Islam (англ.) // Der Spiegel. — 2008. — 16 May. — ISSN 2195-1349. Архивировано 9 июня 2024 года.
- Levitt, Matthew. Hamas: Politics, Charity, and Terrorism in the Service of Jihad (англ.). — Harrisonburg, Virginia: The Washington Institute for Near East Policy, 2006. — 336 p. — ISBN 978-0-300-11053-1.
- Levitt, Matthew. Teaching Terror: How Hamas Radicalizes Palestinian Society (англ.) // The Washington Institute for Near East Policy. — 2007. — 12 февраль.
- Marcus, Itamar[англ.]; Crook, Nan Jacques. From Terrorists to Role Models: The Palestinian Authority's Institutionalization of Incitement (англ.) // Palestinian Media Watch. — 2010.
- Ne'eman, Yisrael. Hamas Jihad: Antisemitism, Islamic World Conquest and Manipulation of Palestinian Nationalism (англ.). — USA: White Hart Publications, 2016. — 496 p. — ISBN 978-1-942923-14-5.
- Patterson, David. A Genealogy of Evil: Anti-Semitism from Nazism to Islamic Jihad (англ.). — New York: Cambridge University Press, 2011. — 296 p. — ISBN 978-0-521-19747-2.
- Pérez García, Daniel. Child Soldiers in Palestinian Groups: Forced Recruitment and Use of Minors as a Violation of International Humanitarian Law (англ.) // Revista Internacional de Estudios en Terrorismo. — 2022.
- Schweitzer, Yoram. The Rise and Fall of Suicide Bombings in the Second Intifada (англ.) // Strategic Assessment. — Institute for National Security Studies[англ.], 2010. — No. 3. — P. 40–48.
- Singer, P.W.[англ.]. Children at War (англ.). — New York: Pantheon Books[англ.], 2005. — 269 p. — ISBN 978-1-101-97005-8.
- UNRWA Education: Textbooks and Terror (англ.) // IMPACT-se. — 2023. — Ноябрь.